# Научный центр точного машиностроения
Научный центр точного машиностроения (укр. Науковий центр точного машинобудування) — государственное предприятие военно-промышленного комплекса Украины.

## История
Научный центр точного машиностроения был создан в апреле 2000 года в результате реорганизации Киевского радиозавода и передан в ведение Национального космического агентства Украины.
В 2001-2003 годы НЦТМ разработал и предложил министерству обороны Украины автомат «Вепр», разработанный на базе советского 5,45-мм автомата Калашникова АК74 (демонстрационный образец был представлен в августе 2003 года, однако на вооружение он принят не был и серийно не выпускался).
В сентябре 2003 года Кабинет министров Украины поручил НКАУ провести реорганизацию НЦТМ в соответствии с требованиями Комплексной программы реструктуризации государственных предприятий Украины.
В октябре 2003 года институт автоматизированных систем НАНУ подписал соглашение о сотрудничестве с германской компанией "Schmeisser International" сроком на десять лет, которое предусматривало совместные работы по созданию 9-мм пистолета-пулемёта Schmeisser AWT MP03, перспективного автомата и новой снайперской винтовки, а также совместные разработки в области новых технологий (в частности, сверхлёгких и сверхпрочных металлов). С украинской стороны к участию в проекте были привлечены киевские государственные предприятия ГАХК «Артем», «Научный центр точного машиностроения» (НЦТМ), «Научно-технический центр артиллерийского и стрелкового вооружения» и днепропетровское ПО "Южмаш".
В августе 2004 года НЦТМ сообщил о создании усовершенствованного варианта автомата "Вепр", выполненного с применением новых технологических решений (что позволило полностью отказаться от приклада и уменьшить массу образца на 200 грамм в сравнении с моделью 2003 года).
В ноябре 2004 года было объявлено, что для пистолета-пулемёта Schmeisser AWT MP03 разработан усовершенствованный ствол, производство которого основано на немецких технологиях (что позволило увеличить ресурс ствола до 10 тыс. выстрелов).
В июне 2005 года было объявлено о успешном завершении работ по созданию пистолета-пулемёта Schmeisser AWT MP03. Серийное производство этой модели было запланировано начать в 2007 году, однако начато не было.
8 декабря 2006 года НЦТМ был исключён из перечня предприятий, имеющих стратегическое значение для экономики и безопасности Украины.
В целом, в связи с отсутствием государственного заказа, в 2000-2008 гг. НЦТМ практически не выполнял работ по аэрокосмической отрасли, а основным направлением деятельности предприятия являлись работы по созданию стрелкового оружия.